# Konfraternia Artystów
Konfraternia Artystów – ugrupowanie artystyczne, założone w Toruniu 16 grudnia 1920 przez Juliana Fałata, aktywna do sierpnia 1939 r.
Celem Konfraterni było działanie na rzecz popierania i krzewienia sztuki na Pomorzu. Członkami Konfraterni zostali Felicjan Szczęsny Kowarski, Henryk Szczygliński, Leonard Pękalski, Ignacy Zelek, Wojciech Durek, Brunon Gęstwicki, Eugeniusz Przybył i inni plastycy toruńscy, a także polityk Otton Steinborn. Maksymalnie organizacja zrzeszała w 1936 r. 130 artystów. 
W latach 1921–1929 i 1939 spotkania Konfraterii odbywały się w toruńskim ratuszu. W pierwszym okresie spotkania były ograniczone tylko dla członków, choć urządzano też wystawy. Od 1935 jej działalność stała się bardziej otwarta, regularnie urządzano spotkania dla publiczności, na których omawiano i prezentowano różne dziedziny sztuki. Powstały wówczas koła: muzyczne, literackie, fotograficzne, plastyczne i archeologiczne. W latach 1936–1938 Konfranteria wydawała także dwumiesięcznik literacki "Teka Pomorska", ponadto współpracowała z czasopismami i organizacjami kulturalnymi. 
Konfraternia była organizacją o charakterze samopomocowym, nie narzucała członkom określonego kierunku artystycznego. 